# صباح ميرزا محمود
صباح ميرزا محمود هو ضابط عراقي ، كان المرافق الأقدم للرئيس صدام حسين وحارِسَهُ المشهور في السبعينيات و الثمانينيات، وأصله كرديٌّ سُنّي من عائلة أردلان، لكنه لم يتكلم بالكردية، ، نشأ صباح في بيت والده في حي الأعظمية في الشارع المقابل لشارع جلال أحمد قرب بدالة الأعظمية، وكان أبوه موظفاً حكومياً،  وُلد صباح في الأعظمية ونشأ فيها، وله ثلاثة إخوة وأختان، الإخوة هم فلاح وهو بطل ملاكمة، وسردار وهو صيدلاني، وسرور وهو جيولوجي. وكان صباح بعثياً قديماً منذ أن كان عمره 16 سنة، حين اعتقل 6 أشهر في سجن الخيالة في الكسرة في عام 1959 مع قادة من حزب البعث، تخرّج في كلية اللغات قسم اللغة الفرنسية، كان اسمه الحركي الملازم يوسف، وعمِل في شبابه موظفاً في سينما الأعظمية،، واشترك في ثورة 17 تموز 1968 فكان رئيس إحدى المجموعات المسلحة التي أمر الحزب بانتشارها في أرجاء بغداد أثناء الانقلاب، وكانت له اهتمامات رياضية، فأسّسَ نادي الشباب وأصبح رئيساً له، وأصبح رئيس الاتحاد العراقي لكرة القدم و جريدة البعث الرياضي، عُزِل من منصبه بعد خلاف مع عدي صدام حسين، اعتقله جيش الاحتلال الأمريكي عام 2003م هو وأهله، وعثروا في مزرعته على مخبأ أسلحة، ثم ما لبثوا أن أفرجوا عنه لعدم ثبوت عِلمه بمخبأ صدام حسين، وتوفيَ عام 2005م في حي الكرادة، وقد كانت فُرضت عليه إقامة جبرية.

## وصلات خارجية
- صباح ميرزا:صندوق أسرار صدام